# كراكون في الشارع
كراكون في الشارع هو فيلم مصري عرض عام 1986، بطولة عادل إمام ويسرا، ومن إخراج أحمد يحيى، يسلط الفيلم الضوء على مشكله السكن في مصر.

## قصة الفيلم
يقيم المهندس شريف (عادل إمام) وزوجته سعاد (يسرا) المدرسة وابنتهما سارة وابنهما هاني ووالدته (نعيمة الصغير) بمساكن الإيواء بعد هدم منزلهم، ونظرا للمستوى غير الإنساني للمعيشة في مساكن الإيواء يلجأون إلى فناء حوش الأسرة ويفاجأون بإقامة أبو دومة (علي الشريف) فيه. تأمر النيابة بأن يتقاسموا الحوش. يتمكن شريف من تصميم مسكن متنقل من الأخشاب والإقامة فيه. يتعرض لمضايقات عديدة وتنجب زوجته ولدا يسميه كراكون، من وحي استدعائه المتكرر للكراكون بتهم كثيرة، كسرقة التيار الكهربائي وإشغال الطريق. يقتنع عدد كبير من الشباب بفكرة المسكن المتنقل بعد إذاعة برنامج تليفزيوني عن تجربة شريف. يشرعون في إقامة عدد من هذه المساكن بالصحراء، لكن شرطة المرافق قررت إزالتها بناء على أمر سلطات المحافظة. في النهاية تتدخل السلطات العليا وتأمر بالإبقاء عليها.

## طاقم التمثيل
- عادل إمام: (شريف)
- يسرا: (سعاد)
- علي الشريف: (أبو دومة)
- نعيمة الصغير: (والدة شريف)
- يوسف داود: (شعبان)
- أمل إبراهيم: (إلهام)
- أحمد مصطفى
- حافظ أمين: (سكر)
- نعيم عيسى: (أبو سريع)
- حسني عبد الجليل
- حمدي يوسف: (حمدي)
- سيد حاتم
- عدوي غيث: (الحاج نادي)
- عواطف تكلا: (عواطف)
- ماهر لبيب
- ضياء الميرغني: (أمين شرطة)
- ليزا: (سارة - الطفلة)
- رأفت ماهر لبيب: (هاني - الطفل)
- عفاف عبد الرازق: (المذيعة - ضيفة الفيلم)

### بالاشتراك مع
| - أنجيل آرام - مصطفى الطوخي - نادية شمس الدين: (نادية) - رشوان مصطفى - محمد سند: (رجب) - إبراهيم عدلي - عبد المنعم المرصفي | - لويس يوسف - عبد المنعم النمر - أشرف السلحدار - وحيد حمدي: (عفيفي) - أحمد عبد الوهاب - أحمد العضل: (نص) | - فاروق الحكيم - سحر أنور - محمد السبع أفندي - محمد جلال - سيد مصطفى - سيد علام: (وصفي) | - عمران بحر: (الغفير) - حسن توتالة - حلمي عبد الوهاب - حسين عرعر - نبوية السيد - حسين الشريف |

## فريق العمل
- إخراج: أحمد يحيى
- قصة وسيناريو: أحمد الخطيب
- حوار: أحمد الخطيب، بسيوني عثمان
- مدير التصوير: عصام فريد
- مونتاج: عنايات السايس
- موسيقى تصويرية: عمار الشريعي
- إنتاج: نيو آرت فيلم
- توزيع داخلي: أفلام النصر (محمد حسن رمزي)
- توزيع خارجي: أفلام فؤاد جمجوم

## وصلات خارجية
- مقالات تستعمل روابط فنية بلا صلة مع ويكي بيانات